# Macrosporiella
Macrosporiella là một chi rêu trong họ Leucodontaceae.